# Åland-Island-Augenkrankheit
Die Åland-Island-Augenkrankheit ist eine sehr seltene angeborene Erkrankung der Netzhaut mit den Hauptmerkmalen verminderte Sehschärfe, Nystagmus, Astigmatismus, Nachtblindheit und Rotblindheit.
Synonyme sind: Albinismus, okulärer, Typ Forsius-Eriksson; Forsius-Eriksson-Syndrom
Die Erstbeschreibung stammt aus dem Jahre 1964 durch den finnischen Augenarzt Henrid Forsius und den Humangenetiker Aldur Wictor Eriksson. Die beschriebene Familie lebte auf der Insel Åland.

## Verbreitung
Die Häufigkeit wird mit unter 1 zu 1.000.000 angegeben, die Vererbung erfolgt X-chromosomal rezessiv.

## Ursache
Der Erkrankung liegen Mutationen im CACNA1F-Gen auf dem X-Chromosom Genort p11.23 zugrunde.
Die Kongenitale stationäre Nachtblindheit Typ 2A sowie die Zapfen-Stäbchen-Dystrophie X-chromosomale Form haben gleichfalls Mutationen in diesem Gen.

## Klinische Erscheinungen
Klinische Kriterien sind:
- Manifestation im Neugeborenenalter
- verminderte Pigmentierung des Augenhintergrundes
- verminderte Sehschärfe mit fortschreitender Kurzsichtigkeit
- Nystagmus
- Astigmatismus
- fehlende Dunkeladaptation
- Protanopie

Bei den weiblichen Überträgern kann eine leichte Störung des Farbsehens und ein angedeuteter Nystagmus gefunden werden.

## Diagnose
Die Diagnose ergibt sich aus der augenärztlichen Untersuchung.

## Differentialdiagnostik
Abzugrenzen sind Okulärer Albinismus Typ 1 und Kongenitale stationäre Nachtblindheit Typ 2A.

## Therapie
Lediglich die Myopie kann behandelt werden. Die Erkrankung schreitet ansonsten nicht fort.